# Pottsia
Pottsia là chi thực vật có hoa trong họ Apocynaceae.